# Hypognatha coyo
Hypognatha coyo är en spindelart som beskrevs av Levi 1996. Hypognatha coyo ingår i släktet Hypognatha och familjen hjulspindlar.
Artens utbredningsområde är Colombia. Inga underarter finns listade i Catalogue of Life.